# Ravage 2099
Ravage 2099 es una serie de cómics estadounidenses publicados por la editorial Marvel Comics, bajo su sello Marvel 2099, que publicó a comienzos de la década de 1990 junto con otras (Spider-Man 2099, Punisher 2099 y Doom 2099]') que mostraba cómo sería el Universo Marvel en el año 2099.
Creada por el guionista Stan Lee y el dibujante Paul Ryan, en Ravage 2099 se narraban las aventuras de Paul Phillip Ravage un directivo de una megacorporación de Nueva York en el año 2099 que tras ser acusado injustamente de asesinato inicia una carrera como superhéroe adoptando el nombre de Ravage. 

## Publicación
La serie contó con 33 números de periodicidad mensual, desde diciembre de 1992 hasta agosto de 1995.

### España
La editorial Planeta DeAgostini, a través de su sello editorial Cómics Fórum publicó inicialmente una serie mensual limitada de doce números desde febrero de 1994 a enero de 1995 donde se incluyeron los 14 primeros números de la serie original a razón de un número por mes, excepto los número 4 y 8, que incluían dos números. En enero de 1995, la aventuras de Ravage desde el número 16 de la edición original se incluyeron en un tomo de periodicidad mensual llamado Marvel 2099 junto con las aventuras de Spiderman 2099, Punisher 2099 y Doom 2099, donde siguieron publicándose hasta el cierre de esta colección en el número 14, que incluía el número 29 estadounidense. El número 15 estadounidense vio la luz en España en el número 3 de la serie limitada titulada La Caída del Martillo con fecha de febrero de 1994.
Los números 30, 31, 32 y 33 de la edición original quedaron inéditos en el país.

## Características de la serie
Fue la única colección de Marvel ambientada en el año 2099 cuyo protagonista no adoptaba el nombre de ningún héroe del pasado.
Además, dentro de la línea editorial Marvel 2099, fue la que más cambios tuvo en su equipo creativo. Y, al contrario de lo que sucede en la mayoría de los cómics de superhéroes, el personaje cambiaba drásticamente de poderes y apariencia cada pocos episodios. En sus primeros números, sólo era un humano con un pasado militar que empleaba sus conocimientos de lucha cuerpo a cuerpo para combatir el crimen. Después, obtuvo el poder de lanzar energía por sus manos y, pocos números después, perdió esa capacidad y pasó a tener la habilidad de transformarse en situaciones de tensión en un ser monstruoso con gran fuerza y agilidad.

## Trama

### Origen
Paul Phillip Ravage era directivo de la empresa ECO, una filial neoyorkina de la megacorporación Alchemax, dedicada a perseguir y castigar crímenes ecológicos. Una noche, al volver a casa, es atacado por un grupo de jóvenes entre los que se encuentra Dack, el hijo de un hombre asesinado por agentes de Alchemax para evitar que revelara que secretamente la corporación estaba degradando el medio ambiente. Paul, convencido de la honradez de su empresa, lleva al muchacho hasta Anderthorp Henton, jefe de Alchemax, para demostrarle su error. Incomodado por las preguntas del muchacho y del directivo, y temiendo que descubran la verdad, Henton ordena que le sea tendida una trampa. Tiana, secretaría de Paul Philip, intenta advertirle demasiado tarde. En su despacho irrumpe un mutroid (un ser mutado, proscrito en Nueva York, proveniente de un lugar devastado por la radiactividad conocido como La Roca Infernal) para incriminarle en un asesinato y hacerle parecer culpable de tener tratos con mutroids. Tras un ataque y una explosión perpetrados por Henton, Paul es dado por muerto. Despojado de su vida, y decidido a vengarse y demostrar la verdadera cara de Alchemax, recoge un viejo camión de basura de un vertedero, así como distintos desperdicios que usar como armas, adopta el nombre de Ravage e inicia una carrera como justiciero.

## El personaje Ravage

### Descripción
Paul Phillip Ravage, presenta el aspecto de un hombre de negocios elegante y educado, vestido con traje y su cabello, pelirrojo, recogido en una coleta.
En su primera encarnación como Ravage, incluyendo el periodo en el que obtuvo su primera mutación, portaba diversos desechos que empleaba como armas contundentes y arrojadizas, vestía una gabardina verde y llevaba la cabellera suelta.
Tras verse afectado por su segunda mutación, cada vez que se transforma adopta una apariencia bestial, más alta, fuerte y musculosa, con garras en manos y pies y colmillos y cuernos.

### Habilidades
- Su pasado como militar le convierte en experto en combate cuerpo a cuerpo.
- Primera mutación: Capacidad de lanzar descargar de fuerza a través de sus manos, rodeadas de una extraña energía azul.
- Segunda mutación: Pierde los poderes anteriores, pero es capaz de transformarse en un ser de fuerza, agilidad y resistencia sobrehumanas; sentidos desarrollados por encima de los límites humanos; con fuertes colmillos y garras; cuernos en el rostro y capacidad de regenerar heridas.

### Debilidades
- Como Paul Phillip Ravage tiene las mismas debilidades que cualquier humano normal.
- Durante el tiempo en que se vio afectado por la primera mutación, la energía que emanaba de sus manos era incontrolable y si no la contenía de algún modo, quedababa exhausto.
- La principal debilidad que muestra en su segunda mutación es que no siempre es capaz de controlar cuándo se transforma.